# Dubbelcross
Dubbelcross is een Amerikaanse vorm van Supercross waarbij twee wedstrijden op twee opeenvolgende dagen werden gereden. 
Dit was een korte tijd populair in het begin van de jaren tachtig.